# Tutzinger Hütte
Die Tutzinger Hütte ist eine Alpenvereinshütte der Kategorie I der Sektion Tutzing des Deutschen Alpenvereins in den Bayerischen Voralpen am Fuß der Nordwand der Benediktenwand im Landkreis Bad Tölz-Wolfratshausen. Sie liegt auf 1327 m ü. NN. Die Hütte ist häufig Unterkunft für Wanderer auf dem Maximiliansweg oder dem Traumpfad München-Venedig. Auch von Kletterern wird sie als Stützpunkt genutzt.

## Geschichte
Im Jahr 1907 erwarb die wenige Jahre zuvor gegründete Alpenvereinssektion Tutzing die ehemalige „Remontenstation“ des königlich bayerischen Heeres an der Benediktenwand und die Hausstattalm. Kurz darauf wurde mit dem Um- und Ausbau der Gebäude zu einer Alpenvereinshütte begonnen. Die Einweihung erfolgte im Juni 1908. Die Hütte hatte damals bereits 11 Zimmer und 3 Matratzenlager. Eine Besonderheit war die vorhandene Toilette mit Wasserspülung. Auf Grund der steigenden Besucherzahlen kam es auch öfter zu Unfällen, von denen einige Kletterunfälle auch tödlich endeten. Um schneller Hilfe rufen zu können und wegen der zentralen Lage wurde bereits 1909 eine Telefonverbindung eingerichtet. 1917 wurde die Hütte durch eine Lawine verschoben, die Schäden konnten aber repariert werden. Wegen steigender Frequentierung wurde die Hütte mehrfach durch Anbauten erweitert, sodass 1931 bereits 110 Schlafplätze vorhanden waren.
Um den Warentransport auf die Hütte zu vereinfachen, wurde 1965 eine Materialseilbahn errichtet, die die Hütte mit einem nahegelegenen Forstweg verbindet. 1990 wurde als Pilot-Projekt eine mechanisch-biologische Kläranlage zur Wasserentsorgung gebaut. Da eine Renovierung zu aufwändig gewesen wäre, wurde die erste Hütte im Jahr 1999 abgerissen und durch einen modernen Neubau ersetzt, der wegen schlechten Witterungsbedingungen erst 2001 fertiggestellt werden konnte. Die neue Hütte hat 91 Schlafplätze und ein Blockheizkraftwerk. Auch das jetzt als Hausstattalm bezeichnete Nebengebäude wurde saniert und hatte weitere 37 Schlafplätze und Sanitärräume.
Im März 2009 wurde bei Lawinenabgängen die Hausstattalm vollständig zerstört und die Hütte leicht beschädigt. Ein Neubau der Alm, der eine halbe Million Euro kostete und besser als zuvor ausgestattet ist, wurde im September 2010 eingeweiht.

## Besonderheiten
Auf einer Anhöhe unweit der Hütte befindet sich seit 1967 eine Diensthütte der Benediktbeurer Bergwacht. Auch diese wurde 1999 abgerissen und 2001 durch einen Neubau ersetzt.
Im Oktober 2013 wurde in der Nähe der Hütte eine kleine Kapelle gebaut.

## Zugänge
Die Hütte ist von Benediktbeuern (617 m ü. NN) über die Kohlstattalm, Eibelsfleckalm und einen Serpentinensteig in etwa 2½ Stunden zu Fuß erreichbar. Der Großteil der Strecke (bis zur Talstation der Materialseilbahn) kann alternativ mit dem Mountainbike zurückgelegt werden (restliche Gehzeit 25 Minuten).
Alternative Routen mit Gehzeiten von jeweils ca. 4–4½ Std. sind:
- ab Lenggries über Brauneck, Achselköpfe und Rotohrsattel,
- von Kochel am See über Holzstube, Kocheler-Alm, Staffel-Alm, Bergwacht-Hütte,
- von der Jachenau über Lainl-Alm, Peterer-Alm und Glaswandscharte.
- über das Lainbachtal, Söldneralm Benediktbeuern, Gehzeit ca. 2 Std. bis zur Hütte.

## Touren

### Gipfelbesteigungen
„Hausberg“ der Tutzinger Hütte ist die Benediktenwand mit einer Höhe von 1801 m. Für den Anstieg benötigt man ca. 1½ Stunden; es ist ein Rundweg möglich.
Weitere Gipfel in der Umgebung:
- Achselköpfe (1707 m),
- Probstenwand (1618 m),
- Latschenkopf (1712 m).

Als Kletterziel dient ebenfalls die Benediktenwand mit ca. 20 selbständigen Kletterrouten (Schwierigkeitsgrade zwischen II u. VIII- nach UIAA).

### Überquerungen
- Über Rotöhrsattel, Achselköpfe, Latschenkopf und Brauneck geht man in 2½ - 3 Stunden zum Brauneck-Gipfelhaus,
- über Rotöhrsattel in das Längental zur Kirchsteinhütte in 2½ - 3 Stunden.
- Die Neulandhütte ist über den Tiefenseesattel in 1½ - 2 Stunden zu erreichen.
- Eine lohnende Tagestour führt über Glaswandscharte, Staffelalm, Holzstube, Jocheralm und Kesselbergpasshöhe zum Herzogstand (Gehzeit: 6 - 7 Stunden); Tagesetappe des Maximilianswegs sowie der Via Alpina (Violetter Weg, A57)